# Lars Bo Sørensen
Lars Bo Sørensen født 22. august 1957, er en tidligere dansk langdistanceløber, som løb for Københavns IF i perioden 1977-1990.
Han var under flere år i 1980'erne på det danske hold ved verdensmesterskaberne i cross.
Det blev til to danske mesterskaber for hold og otte landskampe.
Han vandt Eremitageløbet i 1982.

## Internationale mesterskaber
- 1985 VM 12 km cross nummer 198
- 1984 VM 12 km cross nummer 137
- 1982 VM 12 km cross nummer 146
- 1981 VM 12 km cross nummer 179
- 1980 VM 12 km cross nummer 151

## Danske mesterskaber
- Bronze 1981 5000 meter 14:19.7

## Personlige rekorder
- 1 mile: 4,19,7 1979
- 3000 meter: 8,14,3 1981
- 5000 meter: 14,13,8 1981
- 10 000 meter: 30,04,8 1988
- 10 km landevej: 29,21 1984
- 15 km landevej: 45,21 1984
- 20 km landevej 1,02,08 1984
- Marathon: 2,17,42 1984

| Atletikudøver | Spire Denne biografi om en dansk atletikudøver er en spire som bør udbygges. Du er velkommen til at hjælpe Wikipedia ved at udvide den. |